# Surfshark
Surfshark — коммерческий, платный VPN-сервис предоставляется компанией по кибербезопасности Surfshark. Он также предлагает систему обнаружения утечки данных, инструмент для приватного поиска, антивирус и автоматизированную систему удаления персональных данных.
В 2021 году Surfshark объединилась с Nord Security. Однако обе компании по-прежнему действуют независимо.
Головной офис Surfshark находится в Нидерландах, дополнительные офисы расположены в Литве, Польше и Германии.

## История
Surfshark был запущен в 2018 году с выпуском своего первого приложения VPN для устройств iOS. В 2018 году Surfshark прошел внешнюю аудиторскую проверку немецкой кибербезопасной фирмой Cure53, но только для их браузерных расширений. У Surfshark есть более 3200 серверов в 100 странах.
В сентябре 2019 года Surfshark выпустил приложение Android под названием Trust DNS. Это приложение работает в качестве DNS-разрешителя, который может предоставить доступ к веб-сайтам в странах с высокой степенью ограничений. В октябре 2019 года Surfshark стал одним из первых десяти VPN-пакетов, которым было официально присвоено печать одобрения, выданная независимым институтом ИТ-безопасности AV-TEST.
В июле 2020 года Surfshark объявила, что весь её серверный парк работает только на серверах RAM, представила WireGuard и стала основным членом инициативы по доверию к VPN (VPN Trust Initiative). Позже в 2020 году Surfshark была признана лучшим VPN-сервисом 2020 года по версии CNN.
В 2021 году Surfshark был назван Лучшим VPN-сервисом по итогам Trusted Reviews Awards.
В середине 2021 года Surfshark начал процесс слияния с конкурирующей компанией Nord Security, материнской компанией популярного сервиса NordVPN. Слияние завершилось в начале 2022 года, и оба бренда продолжают работать независимо.
В августе 2022 года Surfshark заключила эксклюзивное партнерство с организацией NetBlocks, занимающейся защитой цифровых прав, для более широкой отчетности о блокировках интернета. В том же году Surfshark закрыла свои физические серверы в Индии в ответ на требование индийского центра компьютерной безопасности (CERT-In) о хранении персональных данных потребителей в течение пяти лет.
В том же году Surfshark выпустил Surfshark Nexus, вместе с Nord Security получил статус «Единорога», выпустил Linux GUI, достиг 100 разных стран-серверов и был включен в список лучших общих VPN-сервисов 2022 года по версии CNET.

## Технологии
В декабре 2019 года Surfshark внедрил функцию подмены местоположения GPS для устройств Android, позволяющую пользователям скрыть физическое местоположение своего устройства, изменив его на одно из местоположений сервера. В своих приложениях Surfshark использует протоколы туннелирования IKEv2, OpenVPN и WireGuard. Все данные, передаваемые через серверы Surfshark, шифруются с использованием стандарта шифрования AES-256-GCM. В том же году Surfshark запустил функции «Surfshark Alert» и «Surfshark Search».
Surfshark также добавил функцию ручного подключения WireGuard в августе.
Особенности сервиса Surfshark VPN включают: Kill Switch, MultiHop и Bypasser. Он также предлагает функцию блокировки рекламы и вредоносного ПО CleanWeb, которая блокирует рекламу на уровне DNS. Функция Multihop Double VPN маршрутизирует трафик через два сервера вместо одного, обеспечивая тем самым более высокую безопасность. Функция Bypasser в Surfshark — это функция VPN-разделения туннеля (split tunneling).
В мае 2022 года Surfshark объявил о выпуске Linux GUI, добавил защиту в реальном времени в Surfshark Antivirus и добавил функцию паузы в приложение VPN.
В августе 2022 года Surfshark добавил функцию ручного подключения WireGuard.

## Особенности
Surfshark разработал приложения с графическим интерфейсом для iOS, macOS, Android, Windows и Linux. У них есть расширения для браузеров Chrome, Firefox и Microsoft Edge. Surfshark также предоставляет подключения для маршрутизаторов, консолей и телевизоров.
Surfshark принимает анонимные способы оплаты, не имеет ограничений по пропускной способности, использует серверы только с оперативной памятью и работает в соответствии со строгой политикой отсутствия логов. Surfshark предлагает протоколы соединения OpenVPN, IKEv2 и WireGuard (для приложений и ручной настройки) для безопасного подключения к VPN-серверам.
Другие функции службы Surfshark VPN включают: Kill Switch, Pause VPN, Dynamic MultiHop (настраиваемый двойной VPN), обфускация, ротатор IP-адресов, подмена GPS, умный DNS и Bypasser (раздельное туннелирование).
Он также предлагает функцию защиты от рекламы и вредоносных программ CleanWeb, которая блокирует рекламу на уровне DNS. Surfshark также позволяет неограниченное количество одновременных подключений.

## Исследования
В 2020 году Surfshark провела исследование, оценивающее цифровое качество жизни и благополучие пользователей в онлайн-среде. Исследование обновляется ежеквартально, выбираются страны с лучшими показателями доступности интернета, качества, электронной инфраструктуры, безопасности и государственного регулирования.
Помимо исследования DQL, Surfshark изучает цензуру социальных сетей, блокировки интернета и государственное наблюдение во всем мире. Новые данные добавляются сразу же, как только соединение с Интернетом прерывается в любой из стран, или жесткий контроль государства нарушает приватность интернет-пользователей.
На протяжении лет Surfshark собирала информацию о регулировании интернета, глобальных утечках данных или уязвимостях данных.

## Партнерства
Surfshark является одним из основателей инициативы VPN Trust Initiative, созданной в 2020 году. Все участники должны следовать принципам VTI, обеспечивающим безопасность, надежность и прозрачность компаний-участников перед своими пользователями.
В августе 2022 года Surfshark объединил усилия с организацией по мониторингу интернета NetBlocks. Партнерство началось как естественное согласование видений и общих целей организаций — привлечение внимания и распространение новостей о мировых нарушениях работы интернета.
В 2022 году Surfshark вступила в EDRi, крупнейшую европейскую сеть, защищающую цифровые права и свободу. В том же году Surfshark присоединилась к Глобальной коалиции по шифрованию (GEC) для продвижения надежного шифрования.
Surfshark также сотрудничает с The Internet Society для распространения информации о Splinternet и Electronic Frontier Foundation (EFF) для обсуждения технологий слежения.

## Награды
- VPN Solution of the Year на премии CyberSecurity Breakthrough 2022[28]
- Выбор редакции CNet октябрь '22[29]
- Самый популярный VPN-сервис 2022 года по версии CanalTech (Бразилия)[30]
- Подтвержденный продукт PCWorld 2022 (Польша)[31]
- Сертификация Surfshark Antivirus от Virus Bulletin[32]
- Лидер в категории SourceForge осень 2022 года[33]
- Обязательное приложение для работы из дома 2021 года по версии TechRadar[34]
- Лучший VPN 2022 года по версии Trusted Review[35]
- Золотая премия Cybersecurity Excellence Award 2021[36]